# فوبیری
فوبیری شهری در شهرستان یاهو در استان باله در بورکینافاسوی جنوبی است و جمعیت آن ۱۶۹۰ نفر است.